# 24232 Лансрум
24232 Лансрум (24232 Lanthrum) — астероїд головного поясу, відкритий 7 грудня 1999 року.
Тіссеранів параметр щодо Юпітера — 3,323.